# Алмашу-Сек
Алмашу-Сек (рум. Almașu Sec) — село у повіті Хунедоара в Румунії. Входить до складу комуни Киржиць.
Село розташоване на відстані 298 км на північний захід від Бухареста, 4 км на південний захід від Деви, 117 км на південний захід від Клуж-Напоки, 126 км на схід від Тімішоари.

## Населення
За даними перепису населення 2002 року у селі проживали 187 осіб, усі — румуни. Усі жителі села рідною мовою назвали румунську.